# Serbien och Montenegros Davis Cup-lag
 Serbien och Montenegros Davis Cup-lag representerade Serbien och Montenegro i tennisturneringen Davis Cup, tidigare International Lawn Tennis Challenge. Man debuterade i sammanhanget 1995 och kallades "Jugoslavien" fram till 2003, och efter 2006 års turnering delades laget i Serbien och Montenegro efter att statsbildningen upphört.